# Monschau
Monschau je grad u Sjevernoj Rajni-Vestfaliji u Njemačkoj na rijeci Ruru u Eifelu. Jedno je od 10 općinskih središta okruga Region Aachena.

## Geografija
Grad se nalazi u brdima sjevernog Eifela, unutar parka prirode Hohes Venn - Eifel u uskoj dolini rijeke Rur. Povijesno središte grada ima mnogo sačuvanih drvenih kuća, a uske ulice ostaju gotovo nepromijenjene tijekom 300 godina, što čini grad danas popularnom turističkom atrakcijom. Festival klasične glazbe na otvorenom održava se svake godine u Burg Monschau. Povijesno gledano, glavna industrija grada bile su tvornice platna.

## Muzeji
- Crvena kuća, muzej Foundation-Scheibler: Muzeji prikazuju građansku životnu kulturu između 18. i 19. stoljeća. 1768. dovršena je dvokrevetna kuća. Johann Heinrich Scheibler (1705-1765). Glavna atrakcija su drvena stubišta u kući.
- Muzej pivovare Felsenkeller, 150 godina pivarstva u povijesnoj pivovari Monschau, zbirka stare opreme pivovare.
- Senfmühle Monschau, sagrađena 1882. godine.
- Erlebnismuseum Lernort natur : Od 2014. Muzej plišanih životinja[2]

## Gradovi prijatelji
- Bourg-Saint-Andéol (Francuska), od 1975.